# François-Louis Colins

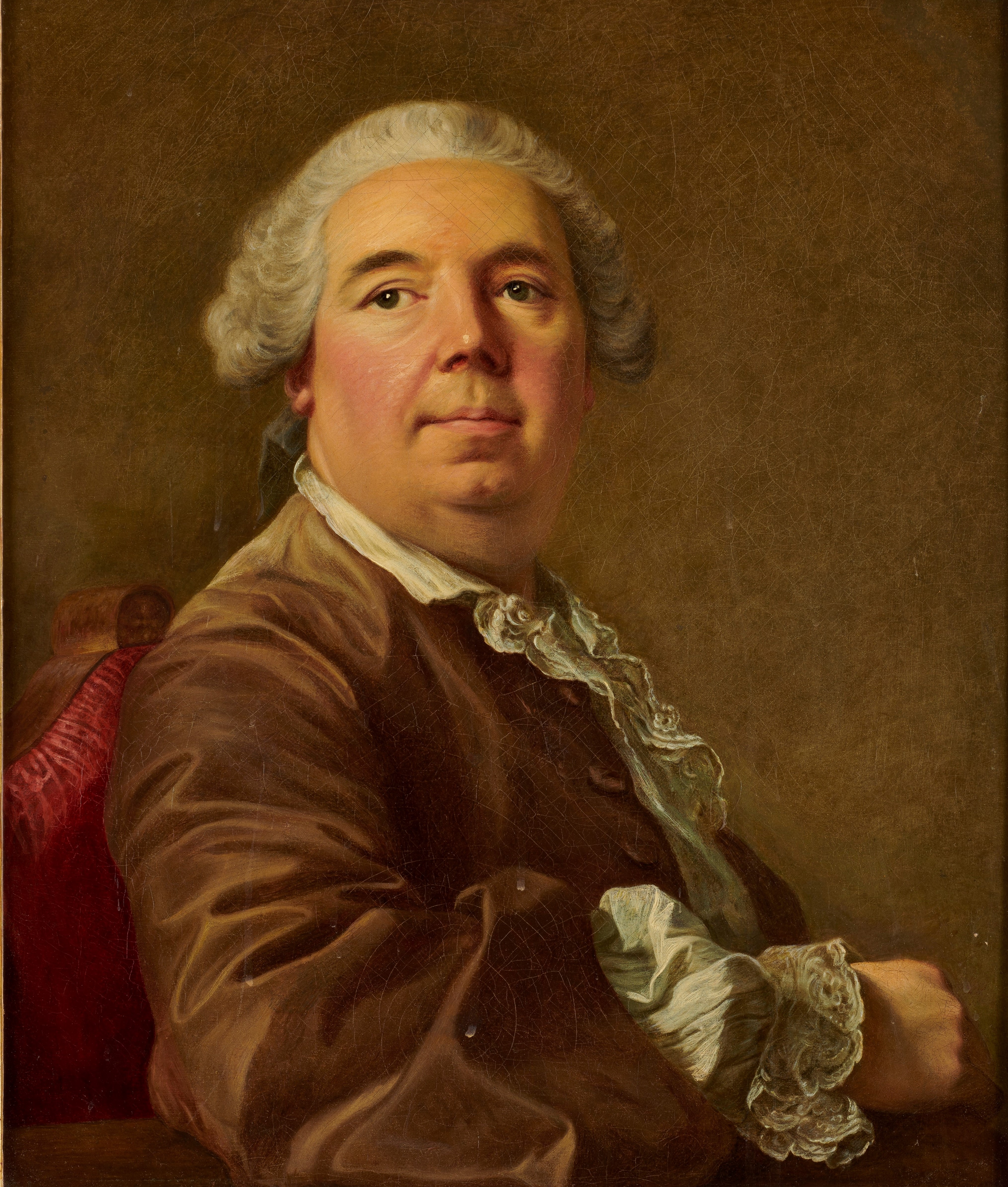
François-Louis Colins, um 1755 gemalt von Louis-Michel van Loo

François-Louis Colins (* 1699 in Brüssel, Österreichische Niederlande; † 1760 in Paris) war ein französischer Maler, Restaurator und Kunsthändler.

## Leben
Colins war Schüler der Académie de Saint-Luc in Paris. Hauptsächlich betätigte er sich als Kunsthändler und Restaurator. Als Besitzer eines Geschäfts am Quai de la Mégisserie in Paris heiratete er am 6. November 1724 Catherine Malafaire. Nach dem Urteil des Kunsthändlers Edme-François Gersaint (1694–1750), mit dem er in geschäftlicher Beziehung stand, galten seine Eingriffe, die er auf Farbschichten anlegte, als „unsichtbar“. Dieses Merkmal seiner Arbeit rief bei dem Kunstkritiker Pierre-Jean Mariette und bei dem Schriftsteller Voltaire Kritik hervor. 1743 verband sich Colins als Geschäftspartner mit der seit 1741 verwitweten Kunsthändlerin und Restauratorin Marie-Jacob Godefroid (≈1701–1775) und wurde mit ihr für ein gemeinsames Jahresgehalt von 200 Livres bei den Bâtiments du Roi angestellt. Dort restaurierten sie Gemälde der Sammlung des französischen Königs.
Über Frankreichs Grenzen hinaus war Colins ein gefragter Fachmann. So beauftragte ihn Kurfürst Karl Theodor von Pfalz-Sulzbach 1754 mit einer neuen Ordnung der Gemäldegalerie Düsseldorf und der Abfassung eines korrigierten Kataloges, der in französischer Sprache 1756 und 1760 auf Deutsch im Druck erschien. Auch stand er in Kontakt mit dem Hof Friedrichs II. von Preußen, der von ihm Luca Giordanos Gemälde Raub der Sabinerinnen und Urteil des Paris erwarb.